# Caja San Fernando
Este artículo es sobre la caja de ahorros. Para el club de Baloncesto, véase CB Sevilla.
La Caja San Fernando (Caja de Ahorros Provincial San Fernando de Sevilla y Jerez), con sede social en Sevilla, fue una caja de ahorros de España. Nació en 1993 tras la fusión de la Caja de Ahorros Provincial San Fernando de Sevilla y la Caja de Ahorros de Jerez.
La Caja de Ahorros y Monte de Piedad de Jerez fue fundada en 1834 por el Conde de Villacreces en Jerez de la Frontera (Cádiz) y se considera la más antigua de España.
La Caja de Ahorros Provincial San Fernando de Sevilla fue fundada por la Excma. Diputación Provincial de Sevilla el 19 de abril de 1930.

## Datos de Interés
Poseía más de 360 sucursales y 2000 empleados. Estas sucursales se concentraban en Andalucía, mayoritariamente en las provincias occidentales, aunque tenía sucursales en todas las capitales de provincia. También tenía oficina en Madrid.

## Curiosidades
Era propietaria de un club de baloncesto, el Caja, que anteriormente perteneció a la Caja de Ahorros Provincial San Fernando de Sevilla.

## Fusión
El 18 de mayo de 2007 se fusionó con El Monte de Piedad, formando Cajasol, que en 2012 fue absorbida por CaixaBank.